# Barbara Matera
Barbara Matera (ur. 9 grudnia 1981 w Lucerze) – włoska aktorka, prezenterka telewizyjna, posłanka do Parlamentu Europejskiego VII i VIII kadencji.

## Życiorys
Studiowała na kierunku techniki nauczania na Uniwersytecie Rzymskim „La Sapienza”, którego nie ukończyła. W 2000 brała udział w konkursie Miss Włoch. W 2003 została prezenterką stacji telewizyjnej Rai Uno, prowadziła też w różnych stacjach liczne programy telewizyjne.
W 2003 pojawiła się w filmie Carla Verdone Ma che colpa abbiamo noi. W 2007 zagrała dziennikarkę w miniserialu La terza verità. Później otrzymała rolę Franceski Rossini w siódmym sezonie serialu Carabinieri (emitowanym w Canale 5), a w 2009 wystąpiła w filmie telewizyjnym Due mamme di troppo.
W 2001 wstąpiła do partii Forza Italia kierowanej przez Silvia Berlusconiego. W 2009 wystartowała do Parlamentu Europejskiego z ramienia powołanego na bazie m.in. FI Ludu Wolności. Mandat deputowanej zdobyła, uzyskując w ramach listy PdL drugi wynik wyborczy. Po faktycznym rozwiązaniu PdL została członkinią reaktywowanej w 2013 partii Forza Italia. W 2014 z powodzeniem ubiegała się o europarlamentarną reelekcję, mandat deputowanej wykonywała do 2019. W 2021 dołączyła do ugrupowania Coraggio Italia.